# 白沙支线
白沙支线是浙江省宁波市境内的一条铁路支线，始建于1956年5月，1958年2月1日开通运营，最初为解决由于萧甬铁路余姚江大桥（即今青林渡铁路桥）建设时遇到土质方面的技术困难而导致铁路无法进入宁波市区的问题而修建。全长5.137公里，连接庄桥站和原宁波北站压赛堰货场，并有庄桥机场军用线等多条专用铁路线相连。未来，由于宁波北站和宁波庄桥机场的搬迁，白沙支线将被拆除。